# Football Club Koper 2011-2012
Questa voce raccoglie le informazioni riguardanti il Football Club Koper nelle competizioni ufficiali della stagione 2011-2012. 

## Rosa
| N. |                     | Ruolo | Calciatore             |
| -- | ------------------- | ----- | ---------------------- |
| 1  | Slovenia (bandiera) | P     | Ermin Hasić (capitano) |
| 5  | Slovenia (bandiera) | D     | Miha Blažič            |
| 6  | Slovenia (bandiera) | D     | Enes Handanagić        |
| 7  | Slovenia (bandiera) | C     | Ivica Guberac          |
| 8  | Slovenia (bandiera) | C     | Nebojša Kovačević      |
| 9  | Slovenia (bandiera) | A     | David Bunderla         |
| 11 | Slovenia (bandiera) | C     | Miran Pavlin           |
| 12 | Slovenia (bandiera) | P     | Igor Nenezić           |
| 14 | Slovenia (bandiera) | C     | Luka Pavlin            |
| 16 | Estonia (bandiera)  | C     | Konstantin Vassiljev   |
| 18 | Croazia (bandiera)  | A     | Danijel Bešić          |
| 19 | Slovenia (bandiera) | D     | Marko Grizonić         |
| 20 | Camerun (bandiera)  | C     | David Eto'o            |
| 22 | Slovenia (bandiera) | C     | Danijel Marčeta        |

| N. |                               | Ruolo | Calciatore       |
| -- | ----------------------------- | ----- | ---------------- |
| 23 | Slovenia (bandiera)           | D     | Amir Karić       |
| 25 | Slovenia (bandiera)           | A     | Mitja Brulc      |
| 26 | Slovenia (bandiera)           | C     | Dino Stančič     |
| 27 | Slovenia (bandiera)           | D     | Damir Hadžić     |
| 28 | Croazia (bandiera)            | D     | Bojan Đukić      |
| 30 | Macedonia del Nord (bandiera) | D     | Filip Timov      |
| 32 | Slovenia (bandiera)           | A     | Davor Bubanja    |
| 33 | Slovenia (bandiera)           | C     | Dejan Marjanovic |
| 35 | Slovenia (bandiera)           | A     | Milan Osterc     |
| 49 | Slovenia (bandiera)           | A     | Matej Pučko      |
|    | Croazia (bandiera)            | P     | Matko Obradović  |
|    | Brasile (bandiera)            | D     | Tom              |
|    | Slovenia (bandiera)           | C     | Leo Štulac       |
|    | Croazia (bandiera)            | A     | Ivan Brečević    |